# Cocconia xylopiae
Cocconia xylopiae är en svampart som beskrevs av Bat. & Peres 1962. Cocconia xylopiae ingår i släktet Cocconia och familjen Parmulariaceae.   Inga underarter finns listade i Catalogue of Life.